# Gotemba
Gotenba (御殿場市?) è una città giapponese della prefettura di Shizuoka.

## Attrazioni
Nei pressi della città vi è un grande resort, ove è presente una delle campane più grandi del mondo, la  campana di Gotemba, fusa nel 2006 e pesante 36200 kg.

## Gotemba nella letteratura
Nei pressi di Gotemba si svolgono molti degli avvenimenti narrati nella seconda parte del romanzo Il tempio dell'alba, scritto nel 1970 da Yukio Mishima.